# Monomorium australe
Monomorium australe är en myrart som beskrevs av Carlo Emery 1886. Monomorium australe ingår i släktet Monomorium och familjen myror. Inga underarter finns listade i Catalogue of Life.